# Abella Anderson
Pour les articles homonymes, voir Anderson.
Abella Anderson est une actrice pornographique américaine née le 16 mai 1988 à Miami, en Floride.

## Biographie
Abella Anderson est née en 1988 à Miami, aux États-Unis. Elle fait sa première apparition dans l'industrie pornographique en 2007. Durant la première année, Abella n'est présente que dans une seule production de film pornographique. L'année suivante, elle tourne un épisode de la série BangBus où elle a Preston Parker pour partenaire.
Abella ne présente actuellement aucun tatouage.
Au cours de son premier film, Abella a travaillé aux côtés de grands noms comme Ben English, Jenaveve Jolie et Gina Lynn.
Elle a également travaillé pour Naughty America, Bang Productions et Brazzers.
Abella Anderson a fait son premier grand succès en travaillant pour Jules Jordan Video, dans les titres : Beach Patrol 2, Once You Go Black 6, Deep Anal Drilling 2 et Hot Anal Injection.
Abella a clairement la personnalité pour correspondre à ses actifs audacieux, car elle est la "spokesmodel" (porte-parole, représentante) de Eye Candy Sensation basée à New York.
En 2012 elle tourne sa dernière scène, elle dit qu'elle ne veut plus avoir cette image d'actrice porno qu'elle n'aime plus, et préfère maintenant faire des caméras coquines, elle se produit régulièrement sur des sites de cam payants comme Naked.com et Camster.
Abella semble avoir tiré un trait définitif sur sa carrière pornographique et s'être reconvertie premièrement en tant qu'agent immobilier en Floride.
Elle possède également une marque de Sex-Toys.

## Récompenses et nominations
- 2015 : AVN Award Favorite Webcam Performer[3]

Nominations
- 2012 : AVN Award - Best New Starlet Award
- 2014 : AVN Favorite Web Cam Performer Fan Award Winner